# Coppa Sabatini
Coppa Sabatini je jednodenní cyklistický závod konaný v italské provincii Pisa v Toskánsku. Závod se koná od roku 1952 a roku 2005 se stal součástí UCI Europe Tour na úrovni 1.1. Od roku 2020 je součástí UCI ProSeries.

## Seznam vítězů
| Rok  | Země        | Jezdec                   | Tým                             |
| ---- | ----------- | ------------------------ | ------------------------------- |
| 1952 | Itálie      | Primo Volpi              | Arbos–Pirelli                   |
| 1953 | Itálie      | Primo Volpi              | Arbos                           |
| 1954 | Itálie      | Rino Benedetti           | Legnano                         |
| 1955 | Itálie      | Angelo Miserocchi        | amatér                          |
| 1956 | Itálie      | Idrio Bui                | amatér                          |
| 1957 | Itálie      | Gianbattista Gabelli     | Girardengo–E.R.G.               |
| 1958 | Itálie      | Giuseppe Pardini         | amatér                          |
| 1959 | Itálie      | Rino Benedetti           | Ghigi–Ganna                     |
| 1960 | Itálie      | Graziano Battistini      | Legnano                         |
| 1961 | Itálie      | Dino Bruni               | Ignis                           |
| 1962 | Itálie      | Alfredo Sabbadin         | Gazzola–Fiorelli                |
| 1963 | Itálie      | Dino Bruni               | Gazzola                         |
| 1964 | Itálie      | Italo Zilioli            | Carpano                         |
| 1965 | Itálie      | Luciano Armani           | Bianchi–Mobylette               |
| 1966 | Itálie      | Franco Bitossi           | Filotex                         |
| 1967 | Itálie      | Michele Dancelli         | Vittadello                      |
| 1968 | Itálie      | Franco Bitossi           | Filotex                         |
| 1969 | Itálie      | Romano Tumellero         | Ferretti                        |
| 1970 | Švédsko     | Gösta Pettersson         | Ferretti                        |
| 1971 | Itálie      | Roberto Poggiali         | Salvarani                       |
| 1972 | Belgie      | Tony Houbrechts          | Salvarani                       |
| 1973 | Itálie      | Mauro Simonetti          | Sammontana                      |
| 1974 | Itálie      | Wilmo Francioni          | Sammontana                      |
| 1975 | Itálie      | Giovanni Battaglin       | Jollj Ceramica                  |
| 1976 | Itálie      | Piero Spinelli           | Zonca–Santini                   |
| 1977 | Nejelo se   | Nejelo se                | Nejelo se                       |
| 1978 | Itálie      | Francesco Moser          | Sanson                          |
| 1979 | Itálie      | Leonardo Mazzantini      | Zonca–Santini                   |
| 1980 | Itálie      | Gianbattista Baronchelli | Bianchi–Piaggio                 |
| 1981 | Itálie      | Claudio Bortolotto       | Santini–Selle Italia            |
| 1982 | Itálie      | Giuseppe Saronni         | Del Tongo–Colnago               |
| 1983 | Itálie      | Moreno Argentin          | Sammontana–Campagnolo           |
| 1984 | Itálie      | Silvano Contini          | Bianchi–Piaggio                 |
| 1985 | Itálie      | Marino Amadori           | Alpilatte–Cierre                |
| 1986 | Francie     | Jean-François Bernard    | La Vie Claire                   |
| 1987 | Itálie      | Gianni Bugno             | Atala–Ofmega                    |
| 1988 | Itálie      | Claudio Corti            | Château d'Ax                    |
| 1989 | Itálie      | Maurizio Fondriest       | Del Tongo                       |
| 1990 | Itálie      | Moreno Argentin          | Ariostea                        |
| 1991 | Itálie      | Franco Chioccioli        | Del Tongo–MG Boys               |
| 1992 | Itálie      | Stefano Zanini           | Italbonifica–Navigare           |
| 1993 | Itálie      | Claudio Chiappucci       | Carrera Jeans–Tassoni           |
| 1994 | Itálie      | Maurizio Fondriest       | Lampre–Panaria                  |
| 1995 | Itálie      | Davide Cassani           | MG Maglificio–Technogym         |
| 1996 | Dánsko      | Bjarne Riis              | Team Telekom                    |
| 1997 | Itálie      | Andrea Tafi              | Mapei–GB                        |
| 1998 | Francie     | Emmanuel Magnien         | Française des Jeux              |
| 1999 | Rusko       | Dmitrij Konyšev          | Mercatone Uno–Bianchi           |
| 2000 | Belgie      | Andrej Čmil              | Lotto–Adecco                    |
| 2001 | Rusko       | Dmitrij Konyšev          | Fassa Bortolo                   |
| 2002 | Itálie      | Paolo Bettini            | Mapei–Quick-Step                |
| 2003 | Itálie      | Paolo Bossoni            | Vini Caldirola–So.di            |
| 2004 | Německo     | Jan Ullrich              | T-Mobile Team                   |
| 2005 | Itálie      | Alessandro Bertolino     | Domina Vacanze                  |
| 2006 | Itálie      | Giovanni Visconti        | Team Milram                     |
| 2007 | Itálie      | Giovanni Visconti        | Quick-Step–Innergetic           |
| 2008 | Ukrajina    | Michail Kalilov          | Ceramica Flaminia–Bossini Docce |
| 2009 | Belgie      | Philippe Gilbert         | Silence–Lotto                   |
| 2010 | Itálie      | Riccardo Riccò           | Vacansoleil                     |
| 2011 | Itálie      | Enrico Battaglin         | Colnago–CSF Inox                |
| 2012 | Kolumbie    | Fabio Duarte             | Colombia–Coldeportes            |
| 2013 | Itálie      | Diego Ulissi             | Lampre–Merida                   |
| 2014 | Itálie      | Sonny Colbrelli          | Bardiani–CSF                    |
| 2015 | Španělsko   | Eduard Prades            | Caja Rural–Seguros RGA          |
| 2016 | Itálie      | Sonny Colbrelli          | Bardiani–CSF                    |
| 2017 | Itálie      | Andrea Pasqualon         | Wanty–Groupe Gobert             |
| 2018 | Španělsko   | Juan José Lobato         | Nippo–Vini Fantini–Europa Ovini |
| 2019 | Kazachstán  | Alexej Lucenko           | Astana                          |
| 2020 | Nový Zéland | Dion Smith               | Mitchelton–Scott                |
| 2021 | Dánsko      | Michael Valgren          | EF Education–Nippo              |
| 2022 | Kolumbie    | Daniel Felipe Martínez   | Ineos Grenadiers                |
| 2023 | Švýcarsko   | Marc Hirschi             | UAE Team Emirates               |
| 2024 | Švýcarsko   | Marc Hirschi             | UAE Team Emirates               |

## Vítězství dle zemí
| Vítězství | Země                                              |
| --------- | ------------------------------------------------- |
| 52        | Itálie                                            |
| 3         | Belgie                                            |
| 2         | Dánsko Francie Španělsko Rusko Kolumbie Švýcarsko |
| 1         | Kazachstán Nový Zéland Německo                    |